# Johnny Moore
John Brian "Johnny" Moore (Altoona, Pensilvania; 3 de marzo de 1958) es un exjugador de baloncesto estadounidense que jugó 9 temporadas en la NBA, además de hacerlo en la Liga ACB, en México y en la CBA. Con 1,85 metros de estatura, lo hacía en la posición de base. 

## Trayectoria deportiva

### Universidad
Jugó durante cuatro temporadas con los Longhorns de la Universidad de Texas en Austin, en las que promedió 13,2 puntos y 4,0 rebotes por partido. Ganó el NIT en 1978, y fue elegido en sus dos últimas temporadas en el mejor quinteto de la Southwest Conference.

### Profesional
Hacia el final de su carrera, se le fue diagnosticado coccidiodomicosis, una infección que puede provocar la meningitis. Se recuperó sin problemas, volviendo a jugar con los Spurs, aunque de manera breve. En 520 partidos en su carrera, promedió 9.4 puntos, 7.4 asistencias, 3.0 rebotes y 1.96 robos de balón por partido, teniendo un porcentaje en tiros de campo de 46%. Actualmente es el 15º jugador que más asistencias ha repartido en la historia de la NBA.
Tras su retiro de las canchas, los Spurs retiraron su dorsal #00.

## Estadísticas de su carrera en la NBA
|  | Líder de la liga |

### Temporada regular
| Año     | Equipo      | PJ  | PT  | MPP  | %TC  | %3P  | %TL  | RPP | APP  | ROB | TPP | PPP  |
| ------- | ----------- | --- | --- | ---- | ---- | ---- | ---- | --- | ---- | --- | --- | ---- |
| 1980-81 | San Antonio | 82  | —   | 19.2 | .479 | .053 | .610 | 2.4 | 4.5  | 1.5 | .3  | 7.4  |
| 1981-82 | San Antonio | 79  | 78  | 29.0 | .463 | .048 | .670 | 3.5 | 9.6* | 2.1 | .2  | 9.4  |
| 1982-83 | San Antonio | 77  | 73  | 33.1 | .468 | .227 | .744 | 3.6 | 9.8  | 2.5 | .4  | 12.2 |
| 1983-84 | San Antonio | 59  | 42  | 28.0 | .446 | .322 | .755 | 3.0 | 9.6  | 2.1 | .3  | 10.1 |
| 1984-85 | San Antonio | 82  | 82  | 32.8 | .457 | .281 | .762 | 4.6 | 10.0 | 2.8 | .2  | 12.8 |
| 1985-86 | San Antonio | 28  | 23  | 30.6 | .495 | .182 | .686 | 3.1 | 9.0  | 2.5 | .2  | 13.0 |
| 1986-87 | San Antonio | 55  | 27  | 22.4 | .442 | .278 | .800 | 1.8 | 4.5  | 1.5 | .1  | 8.6  |
| 1987-88 | San Antonio | 4   | 0   | 12.8 | .444 | .000 | —    | 1.0 | 2.8  | .8  | .0  | 2.0  |
| 1987-88 | New Jersey  | 1   | 0   | 10.0 | .000 | —    | —    | 2.0 | 1.0  | .0  | .0  | .0   |
| 1989-90 | San Antonio | 53  | 8   | 9.7  | .373 | .235 | .593 | 1.0 | 1.5  | .6  | .1  | 2.2  |
| Total   | Total       | 520 | 333 | 25.8 | .460 | .251 | .712 | 3.0 | 7.4  | 2.0 | .2  | 9.4  |

### Playoffs
| Año   | Equipo      | PJ | PT | MPP  | %TC  | %3P   | %TL  | RPP | APP   | ROB  | TPP | PPP  |
| ----- | ----------- | -- | -- | ---- | ---- | ----- | ---- | --- | ----- | ---- | --- | ---- |
| 1981  | San Antonio | 7  | —  | 17.7 | .486 | .000  | .750 | 1.9 | 3.9   | 1.4  | .1  | 6.0  |
| 1982  | San Antonio | 9  | —  | 32.4 | .476 | .000  | .593 | 3.4 | 10.3* | 1.7  | 0.7 | 10.4 |
| 1983  | San Antonio | 11 | —  | 37.6 | .533 | .529* | .800 | 4.3 | 14.6* | 2.5* | .3  | 22.5 |
| 1985  | San Antonio | 5  | 5  | 33.6 | .463 | .333  | .652 | 6.0 | 8.4   | 2.0  | .4  | 13.2 |
| 1990  | San Antonio | 9  | 0  | 9.6  | .250 | .000  | .500 | 1.2 | 2.3   | .8   | .1  | 1.8  |
| Total | Total       | 41 | 5  | 26.4 | .490 | .313  | .683 | 3.2 | 8.4   | 1.7  | .3  | 11.3 |